# Toafa Takaniko
Toafa Takaniko est un joueur français de volley-ball, né le 29 mai 1985, à Alo (Wallis-et-Futuna).

## Biographie
Il mesure 1,92 m et joue passeur. Il totalise 34 sélections en équipe de France.

## Clubs
| Club               | De        | À         |
| ------------------ | --------- | --------- |
| CNVB               | 2003-2004 | 2004-2005 |
| AS Cannes          | 2005-2006 | 2006-2007 |
| Asnières Volley 92 | 2007-2008 | 2007-2008 |
| Spacer's Toulouse  | 2008-2009 | 2009-2010 |
| AS Cannes          | 2010-2011 | 2011-2012 |
| Nantes Rezé MV     | 2012-2013 | 2012-2013 |
| Arago de Sète      | 2013-2014 | 2014-2015 |
| GFC Ajaccio        | 2015-2016 | 2017-2018 |
| Spacer's Toulouse  | 2018-2019 | 2019-2020 |
| Heol Santec        | 2023-2024 |           |

## Palmarès

### En sélection nationale
- Ligue mondiale (1)
  -  : 2015.
  -  : 2016.
- Championnat d'Europe
  -  : 2009.
- Jeux du Pacifique (2)
  -  : 2007, 2011.
- Jeux méditerranéens
  -  : 2013.

### En club
- Championnat de France
  - Troisième : 2007, 2017.
- Coupe de France (3)
  - Vainqueur : 2007, 2016, 2017.
  - Finaliste : 2006.
- Supercoupe de France (1)
  - Vainqueur : 2016.
  - Finaliste : 2005, 2017.

### Distinctions individuelles
Néant